# Тель-Брак

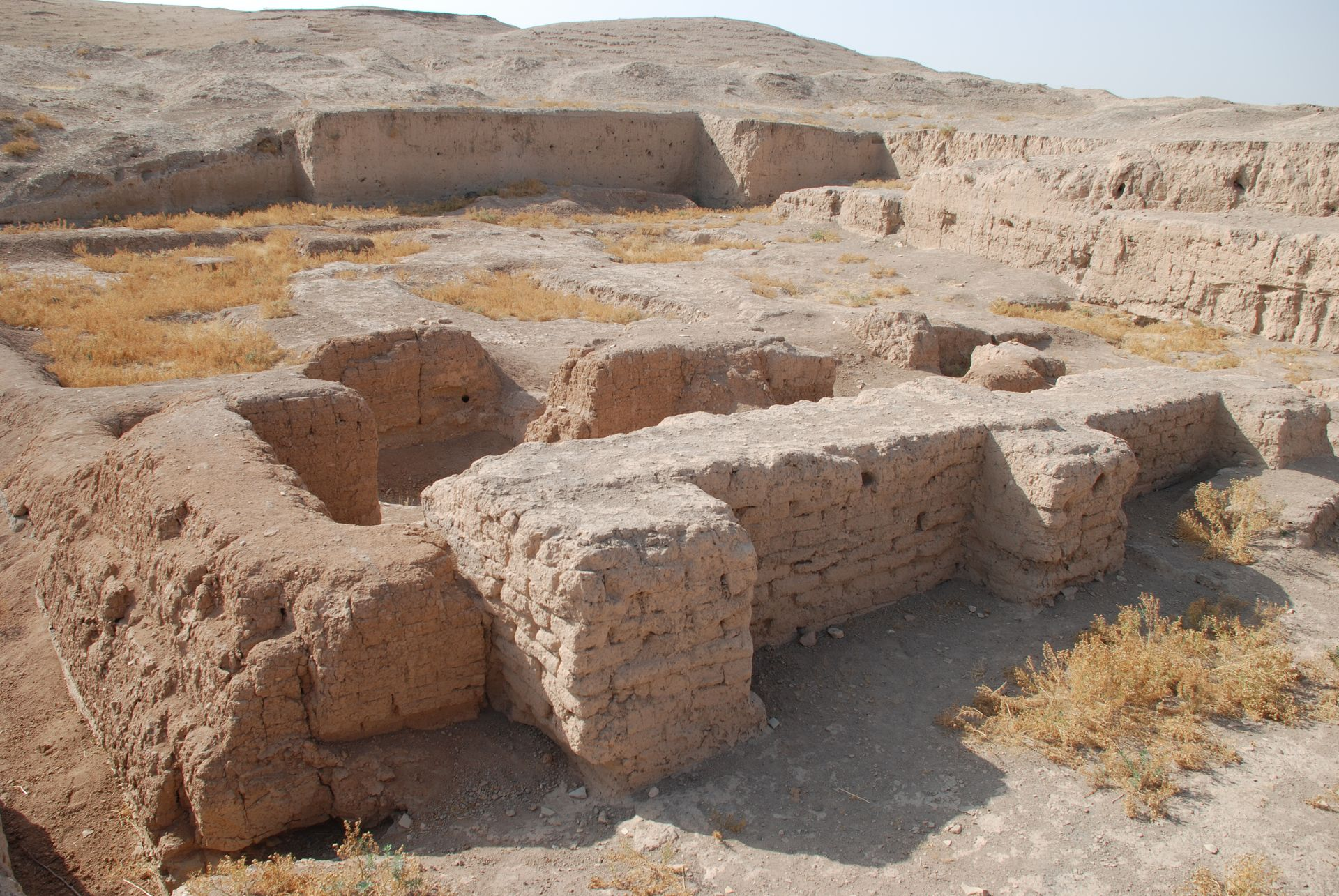
Раскопанный Маллоуэном дворец Нарам-Сина, нижняя южная часть

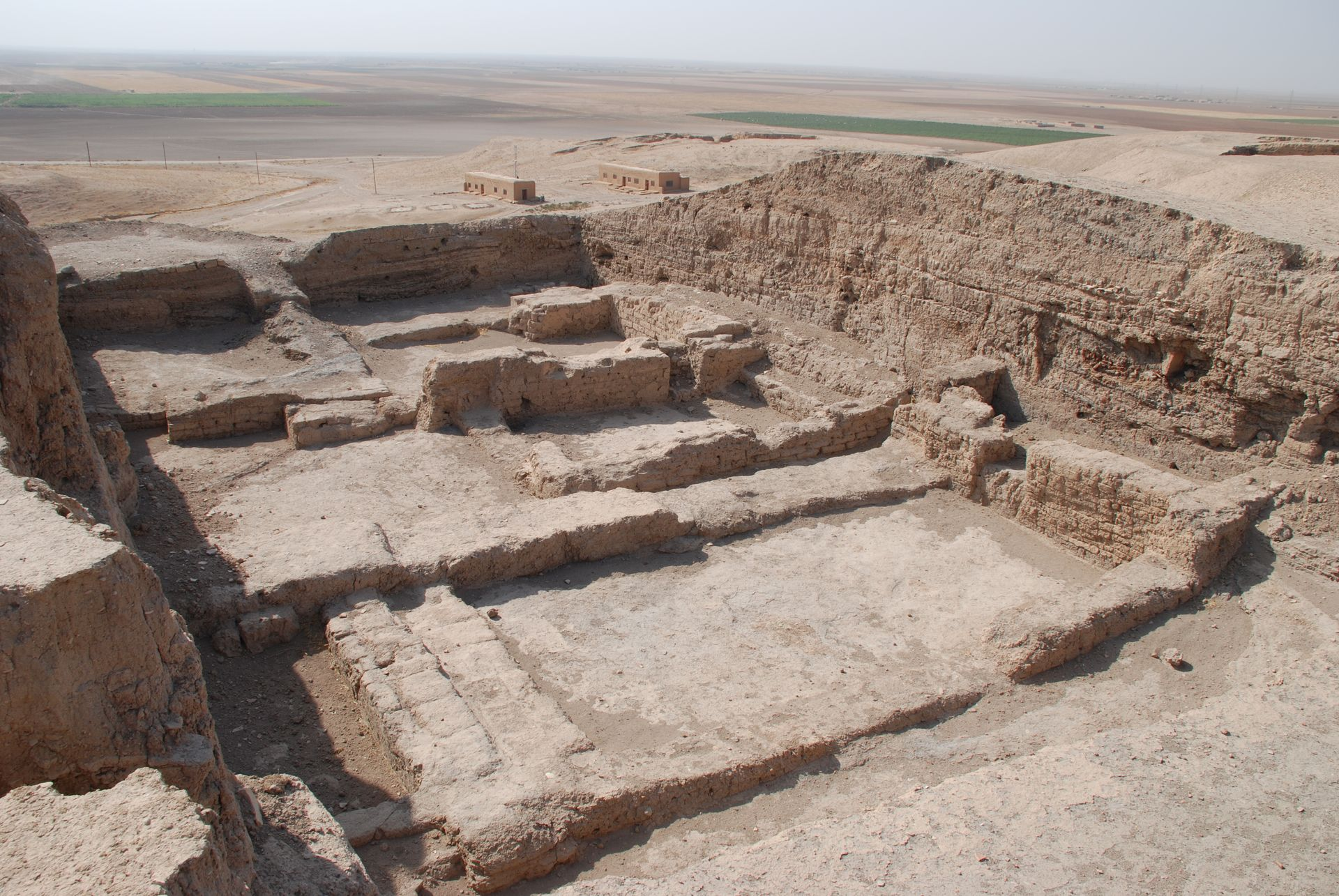
Вершины холмов на севере. Участок HH, раскоп более позднего слоя в районе митаннийского дворца. На заднем плане — раскоп

Тел(л)ь-Брак, в древности Нагар — археологическое городище на территории сирийской провинции Эль-Хасеке (Аль-Хасака) в верховьях реки Хабур, одно из крупнейших городищ древней северной Месопотамии. Высота холма составляет около 40 м, длина около 1 км, а площадь около 130 гектаров.
Здесь существовало поселение в эпохи позднего неолита, шумерского государства, Аккадской империи и до конца бронзового века.

## История

### История исследований
Раскопки Тель-Брака проводил британский археолог сэр Макс Маллоуэн (супруг Агаты Кристи) в 1937 и 1938 гг. Позже, группа археологов из Археологического института при Лондонском университете, а затем — из Института археологических исследований Макдональда при Кембридже во главе с Дэвидом и Джоном Оутсами провела здесь несколько сезонов с 1976 по 2004 гг. С весны 2006 года исследованиями руководит Augusta McMahon. Последние раскопки состоялись весной 2011 года; ныне археологические работы приостановлены из-за продолжающейся гражданской войны в Сирии.

### Поздний неолит

#### Халафская культура
Небольшое поселение возникло здесь уже около 6000 г. до н. э. Здесь обнаружены артефакты халафской культуры.

#### Убайдско-урукская культура (поздний халколит)
Поселение продолжало существовать в последующие убайдский и урукский периоды. В ходе раскопок и обследований поверхности городища был обнаружен город, существовавший с начала 4 тыс. до н. э. одновременно или даже чуть ранее, чем лучше изученные города южной Месопотамии, такие, как Урук. Среди общественных зданий города — Храм глаза и административное здание с пристройками-мастерскими. Среди многочисленных материалов позднеурукского периода, обнаруженных в Тель-Браке, имеется стандартный текст для образованных писцов (т.наз. «стандартный профессиональный текст», известный по периоду Урук IV). Подобные тексты использовались для обучения писцов в 3 тыс. на обширной территории, включавшей Сирию и Месопотамию.

### Ранний бронзовый век
Клинописные тексты 3 тыс. до н. э. описывают Нагар как крупную точку контакта между городами Леванта (и маршрутами, ведущими в Таврские горы восточной Анатолии) и городами северной Месопотамии. Храм в Нагаре, сожжённый около 2400 г. до н. э. и вновь открытый в 1998 г., был наиболее ранним в своём роде на территории к северу от центральной Месопотамии.
В 3 тыс. до н. э. Нагар находился на окраине Аккадской культурной сферы, в регионе земледелия в засушливых регионах с централизованной организацией на уровне империи. Как считает археолог Буччелати, к северу, в близлежащем городе Тель-Моцан (Уркеш), сохранялась культурная независимость. Дворец-крепость Нарам-Сина 22 в. до н. э., построенный в то время, когда Нагар был северным административным центром Аккадской империи, служил скорее складом для сбора дани и сельскохозяйственной продукции, чем резиденцией. Археологи, раскапывавшие дворец, не считают, что аккадцы политически контролировали город, а политическое значение клинописных документов на аккадском языке, найденных во дворце, остаётся предметом интерпретаций.

Активные торговые и культурные связи Нагара с городом Эбла отмечены в эблаитских текстах, если отождествить Нагар с городом Бракиго в этих текстах.
В конце раннего бронзового века (3 тыс. до н. э.) размер города уменьшается, что хронологически совпадает с широким упадком городов и поселений по всему региону. Историки связывают этот упадок с резкими климатическими изменениями.

### Средний бронзовый век
В ранних слоях 2 тыс. до н. э. (старовавилонский период, царство Шамши-Адада) город остаётся относительно небольшим, при этом как минимум два жилых квартала ограничиваются наиболее высоким гребнем холма.

### Поздний бронзовый век
Во второй половине 2 тыс. до н. э. на всё ещё небольшой территории города появляются монументальный дворец и митаннийский храм (около 1500—1360 гг. до н. э.). Продолжается использование жилых строений.

## Археология
Археологи выявили присутствие шести различных поселений, относящихся к 4200—3900 годам до н. э. и расположенных приблизительно в полукилометре от центрального участка Тель-Брака. Пригороды выросли и слились с центром, образовав мегаполис площадью ок. 300 га, при этом центр имел площадь 40 га. Археологи выяснили, что когда площадь Тель-Брака увеличилась до 55 га, то в это же время, площадь других процветающих городов Месопотамии редко превышала 3 га. К 3400 году до н. э. город расширился до площади в 130 га.
Здание, сооружённое около 3700 г. до н. э., по-видимому, имело длинный узкий двор с куполообразной печью. Скелетные останки указывают на то, что город поставлял соседям мулов (гибриды домашнего осла и кулана), которых использовали как тягловый скот до широкого распространения лошади, около 2300 г. до н. э.
Из доаккадских сооружений города наиболее примечателен «Храм глаза», сооружённый около 3500—3300 гг. до н. э., раскопанный в 1937—1938 гг. Этот храм получил своё название благодаря находке сотен небольших алебастровых фигурок «идолов с глазами», встроенных в обмазку здания при его сооружении. Поверхности здания были богато украшены глиняными конусами, медными панелями и золотыми украшениями в стиле, сопоставимом с одновременными храмами Шумера.
Наиболее драматическое открытие во время последних раскопок — серия массовых захоронений, относящихся к 3800—3600 гг. до н. э., свидетельствующих о том, что процесс урбанизации сопровождался военными действиями. В Тель-Маджнуне победители пировали практически на костях побеждённых.